# تمنیتسکول
تمنیتسکول (به آلمانی: Temnitzquell) یک شهر در آلمان است که در اوست‌پریگنیتس-روپین واقع شده‌است. تمنیتسکول ۸۳۱ نفر جمعیت دارد.